# خاتم خطوبة

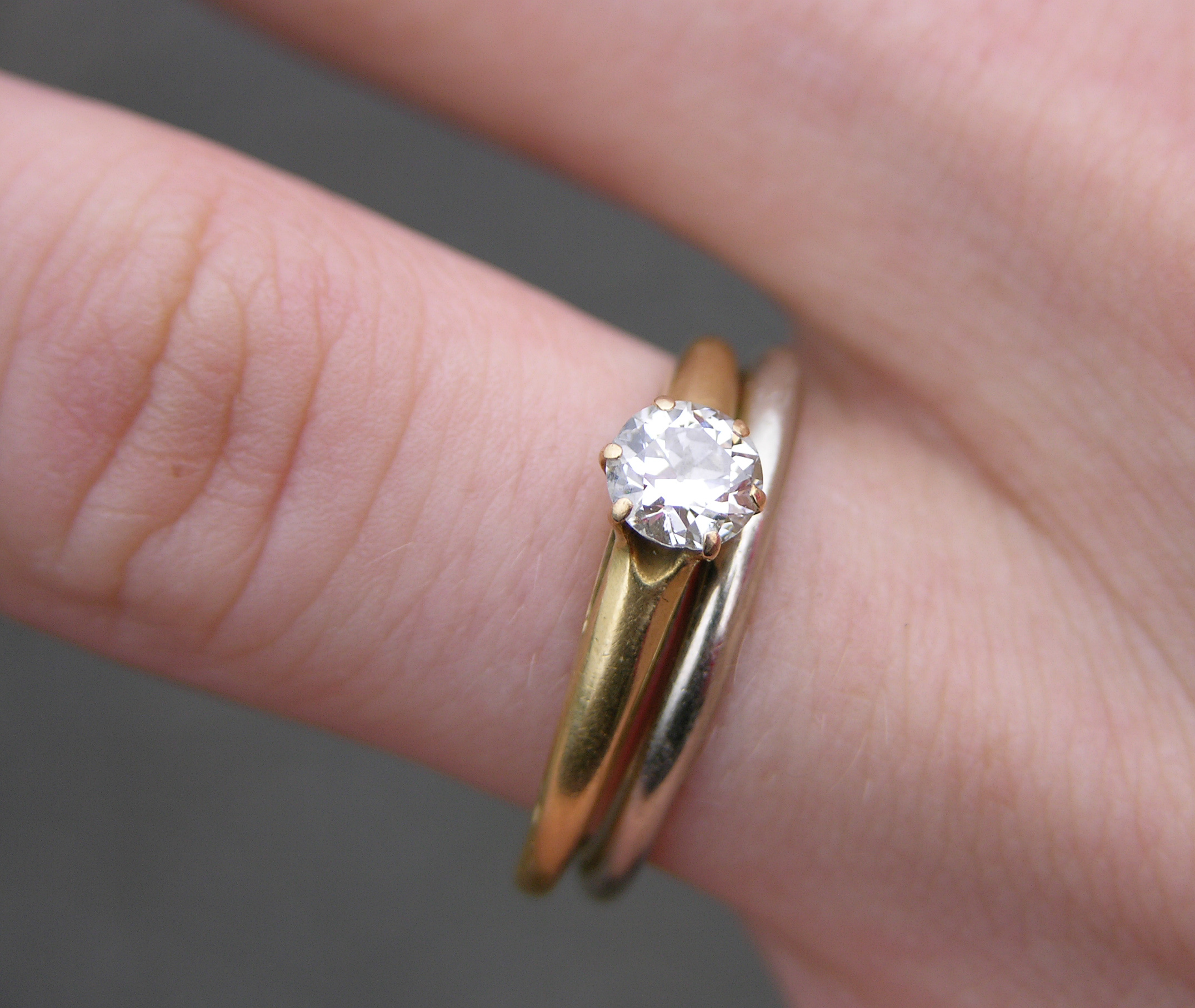
خاتم خطوبة من الذهب ويحتوي على فص من الألماس في منتصفه.

خاتم الخطوبة هو خاتم يتم لبسه دلالة على أنه تمت خطبته إلى شخص آخر.

## التاريخ
يرجع بداية استعمال خاتم الخطوبة إلى قدماء المصريين ، وقلدهم الإغريق في ذلك ، كما يوجد مصادر تعود به إلى الرومان. وكان من التقاليد أن يقدم الشاب إلى خطيبته خاتما من حديد يضعه على سن السيف وتتناوله الخطيبه وتطورت العادة فاستبدل خاتم الحديد بقطعة من الفضة أو الذهب يحتفظ كل منهم بقطعة منه ثم عاد ليظهر الخاتم من جديد من الذهب ويلبس في البنصر.
ويقال أيضا وضع الخاتم في الأصبع الرابع من اليد اليسرى في الزواج له علاقة بشريان يمتد من الأصبع ويتصل مباشرة بالقلب.
أما الشكل الدائرى فيرجع إلى زمن الإمبراطورية الرومانية، حيث كان الخاتم آنذاك مصنوعا من الصلب ليشكل رمزا للصلابة والمتانة، وأيضا لعدم توافر الذهب في ذلك العهد، والشكل الدائرى يمثل الاستمرار والثبات لصياغته.
وقد قيل إن النماذج الأولى التي شكلت خاتم الزواج كانت تصنع من جزأين يتصلان بواسطة عقدة، يقدم الرجل لعروسه المقبلة نصف الحلقة ويحتفظ لنفسه بالنصف الثاني، وعند إتمام المراسم تجمع القطعتان ليكتمل خاتم زفاف العروس.

## خاتم الخطوبة في الغرب
في الغرب، يقدم الرجل حين يتقدم لطلب الزواج من فتاة خاتماً عادة ما يكون من الذهب، الفضة، أو البلاتين وغالباً ما يكون مرصعاً بحجر كريم. تلبسه الفتاة في يدها اليسرى طوال فترة الخطوبة، حتى إذا جاء يوم الزفاف تلبسه الفتاة في يدها اليمنى حتى تلبس خاتم الزفاف أو ما يسمى الدبلة مكانه ثم ترتدى فوقه خاتم الخطوبة. في بعض الحالات ترتدى الفتاة خاتم الخطوبة في يدها اليمنى وكذلك خاتم الزفاف (الدبلة) مثل الأميرة ليتيزيا ولية عهد إسبانيا.

## خاتم الخطوبة في الشرق الأوسط
في بلاد الشرق الأوسط، عادة ما يقدم الرجل للفتاة في حفل الخطوبة خاتم الخطوبة -الذي هو أيضاً خاتم الزفاف (الدبلة)- إلى جوار الشبكة. وترتدى الفتاة هذا الخاتم أو الدبلة في يدها اليمنى وكذلك يرتدى الرجل دبلة (غالباً من الفضة) في يده اليمنى، حتى إذا جاء يوم الزفاف قام الزوجان بابدال الخواتم ويلبس كل منهما الخاتم في يده اليسرى.
غالباً ما يتم في الشرق الأوسط حفر أسماء العروسين وتاريخ الخطبة بداخل الخواتم.

## اقرأ أيضا
- طلب الزواج
- خاتم الزواج